# جيري بست
جيري بست (بالإنجليزية: Jerry Best)‏ (23 يناير 1901 في المملكة المتحدة - 18 مارس 1975) هو لاعب كرة قدم بريطاني (وحمل سابقاً جنسية المملكة المتحدة لبريطانيا العظمى وأيرلندا) في مركز الهجوم. لعب مع بروفيدينس وفول ريفر ماركسمين وليدز يونايتد ونادي ليتون أورينت ونيو بيدفورد ويلرز ونيوكاسل يونايتد وهال سيتي وPark Grange F.C. ‏ ودارلينجتون إف سى وPawtucket Rangers ‏.

## وصلات خارجية
- جيري بست على موقع قاعدة بيانات كرة القدم.إي يو (الإنجليزية)